# Coccocypselum glaberrimum
Coccocypselum glaberrimum là một loài thực vật có hoa trong họ Thiến thảo. Loài này được Hadac mô tả khoa học đầu tiên năm 1970.